# Cicurina venii
Cicurina venii là một loài nhện trong họ Dictynidae.
Loài này thuộc chi Cicurina. Cicurina venii được Willis J. Gertsch miêu tả năm 1992.